# نوئل نیمن
نوئل نیمن (انگلیسی: Noel Niemann؛ زادهٔ ۱۴ نوامبر ۱۹۹۹) بازیکن فوتبال اهل آلمان است.
از باشگاه‌هایی که در آن بازی کرده‌است می‌توان به باشگاه فوتبال مونیخ ۱۸۶۰ اشاره کرد.